# Етель Саржант
Етель Саржант (англ. Ethel Sargant 28 жовтня 1863 — 16 грудень 1918) — британська вчена-ботанік.

## Біографія
Етель була третьою дочкою випускника англійської юридичної школи «Лінкольнс-Інн» Генрі Саржанта і Емми Біл. Навчалася в Університетській школі Північного Лондона, а в 1881—1885 рр. — в кембріджському коледжі Гертон.
Кілька років працювала як ботанік на дому, а в 1892—1893 рр. — в лабораторії Джорделла в Кью-Гарденс під керівництвом доктора Д. Х. Скотта. Надалі вивчала структуру насіння, в 1907 році читала курс лекцій з ботаніки в Лондонському університеті і була керівником секції ботаніки на форумі Британської асоціації в Бірмінгемі в 1913 році.
У 1912 році переїхала жити в Олд-Ректорі в кембріджському передмісті Гертон, де в 1913 році її обрали почесним членом коледжу Гертон, а в 1918-му — президентом Федерації жінок-викладачок.
Під час Першої Світової війни склала реєстр жінок-викладачок, що мають кваліфікацію, достатню для виконання робіт державної ваги. Згодом цей реєстр був переданий міністерству праці.
Свою бібліотеку з ботаніки і книжкові шафи вона заповіла коледжу Гертон. У 1919 році друзі Етель Саржант заснували в пам'ять про неї стипендію її імені, що видається на дослідження в галузі природничих наук.